# Sân vận động Bà Rịa
Sân vận động Bà Rịa hay SCG Bà Rịa, là một sân vận động phục vụ chủ yếu cho bóng đá, có sức chứa 10.000 chỗ ngồi, vị trí tại số 308 đường 27 tháng 4, phường Bà Rịa, thành phố Hồ Chí Minh, Việt Nam. Đây là sân nhà của Câu lạc bộ bóng đá Thành phố Hồ Chí Minh và là trụ sở của Học viện Juventus Việt Nam do Câu lạc bộ Juventus nắm giữ.
Năm 2018, dưới sự tài trợ của tập đoàn SCG (Thái Lan), sân bóng được nâng cấp nhiều hạng mục: lắp đặt ghế khán đài A, B, trang bị biển quảng cáo LED, cơ sở vật chất và thay mới mặt cỏ. Sân đạt tiêu chuẩn của Liên đoàn bóng đá châu Á (AFC).
So với mặt bằng chung của các sân bóng ở Việt Nam hiện tại, sân Bà Rịa nằm trong số các sân hiện đại và chuyên nghiệp.

## Lịch sử
Sân vận động Bà Rịa được khởi công xây dựng từ năm 2001, ban đầu có sức chứa 8.000 chỗ ngồi. Sau khi giành quyền chơi tại Giải bóng đá hạng Nhì quốc gia 2018, CLB Bà Rịa – Vũng Tàu đã quyết định nâng cấp các hạng mục quan trọng tại sân vận động Bà Rịa.
Năm 2019, Câu lạc bộ bóng đá Thành phố Hồ Chí Minh đã sử dụng sân để thi đấu một số trận tại V.League 2019.